# Centromerus puddui
Centromerus puddui är en spindelart som beskrevs av Brignoli 1979. Centromerus puddui ingår i släktet Centromerus och familjen täckvävarspindlar. Inga underarter finns listade i Catalogue of Life.